# Fedossei Moissejewitsch Skljajew
Fedossei Moissejewitsch Skljajew (russisch Федосей Моисеевич Скляев; * 4. Januarjul. / 14. Januar 1672greg. im Dorf Preobraschenskoje an der Jausa (1864 nach Moskau eingemeindet); † 10. Maijul. / 21. Mai 1728greg. in St. Petersburg) war ein russischer Schiffbauer.

## Leben
Skljajews Vater Moissei Skljajew stammte aus Nowgorod und diente als Pferdeknecht am Zarenhof. 1676 wurde Skljajew zusammen mit den Kindern anderer Pferdeknechte in Peters I. Spielzeugregiment aufgenommen, das auf Befehl Zar Alexeis I. zur Belustigung seines Sohnes Peter I. gebildet worden war. Als 1688 Peter I. sich für eine Spielzeugflottille auf dem Pleschtschejewo-See begeisterte, begann er mit Skljajew und anderen Mitgliedern seines Spielzeugregiments Schiffe zu bauen, wobei Peters I. Ausbilder und Freund Franz Timmerman ihr Lehrmeister war. Aus Peters I. Spielzeugregiment entstanden 1691 das Preobraschenski Leib-Garderegiment und das Semjonowski-Leibgarderegiment, so dass nun Skljajew Bombardier im Preobraschenski-Regiment war.

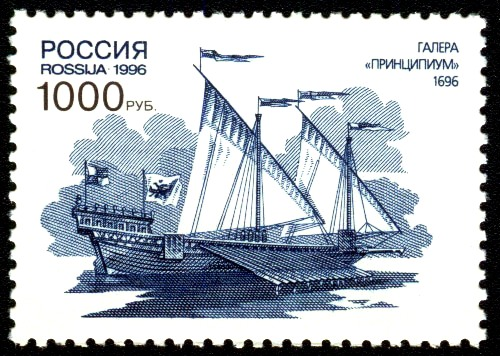
Principium

Im Frühjahr 1696 begann in Woronesch am Don der beschleunigte Bau von Galeeren für den Feldzug der russischen Armee zur Eroberung der Festung Asow. Unter der Leitung Franz Timmermans und der aus den Niederlanden angeworbenen Schiffbau-Meister Pieter Klaas und Jan Jansen war Skljajew als einer der Preobraschenski-Midshipmen am Bau der Zarengaleere Principium beteiligt. Nach dem Stapellauf der Galeere gehörte er zur Mannschaft der Principium, die von Peter I. persönlich während des Feldzugs kommandiert wurde.
In der Großen Gesandtschaft Peters I. gehörte Skljajew zu der ersten Zehnergruppe der Volontäre und erlernte zusammen mit Peter I. und weiteren Volontären das Schiffbau-Handwerk auf der Amsterdamer Werft der Niederländischen Ostindien-Kompanie anhand des Baus einer Fregatte in drei Monaten unter der Leitung des Meisters Wybe Gerens. Anfang Januar 1698 kam Skljajew mit der Volontärgruppe, die mit Peter I. zusammen auf der Werft gearbeitet hatte, mit Peter I. nach  England und blieb dort über vier Monate. Skljajew studierte Schiffsarchitektur und Schiffszeichnen, wobei er schnell Englisch lernte.
Um den venezianischen Galeerenbau kennenzulernen, wurden Skljajew, Lukjan Wereschtschagin, Faddei Popow und Grigori Ostrowski von Peter I. 1698 nach Venedig geschickt. Dort trafen sie Iwan Golowin, der mit einigen Volontären etwas früher dorthin gekommen war. Die Volontäre studierten den venezianischen Schiffbau im dortigen Arsenal, wobei Skljajew schnell Italienisch lernte. Skljajew hatte in vergleichsweise kurzer Zeit die niederländischen, englischen und venezianischen Schiffbaumethoden in Theorie und Praxis kennengelernt, so dass er schließlich die Prüfungen durch die venezianischen Meister für das Abschlusszeugnis mit Glanz bestand. Entsprechend der Anweisung Peters I. kehrten Skljajew und Wereschtschagin im November 1698 nach Woronesch zurück.

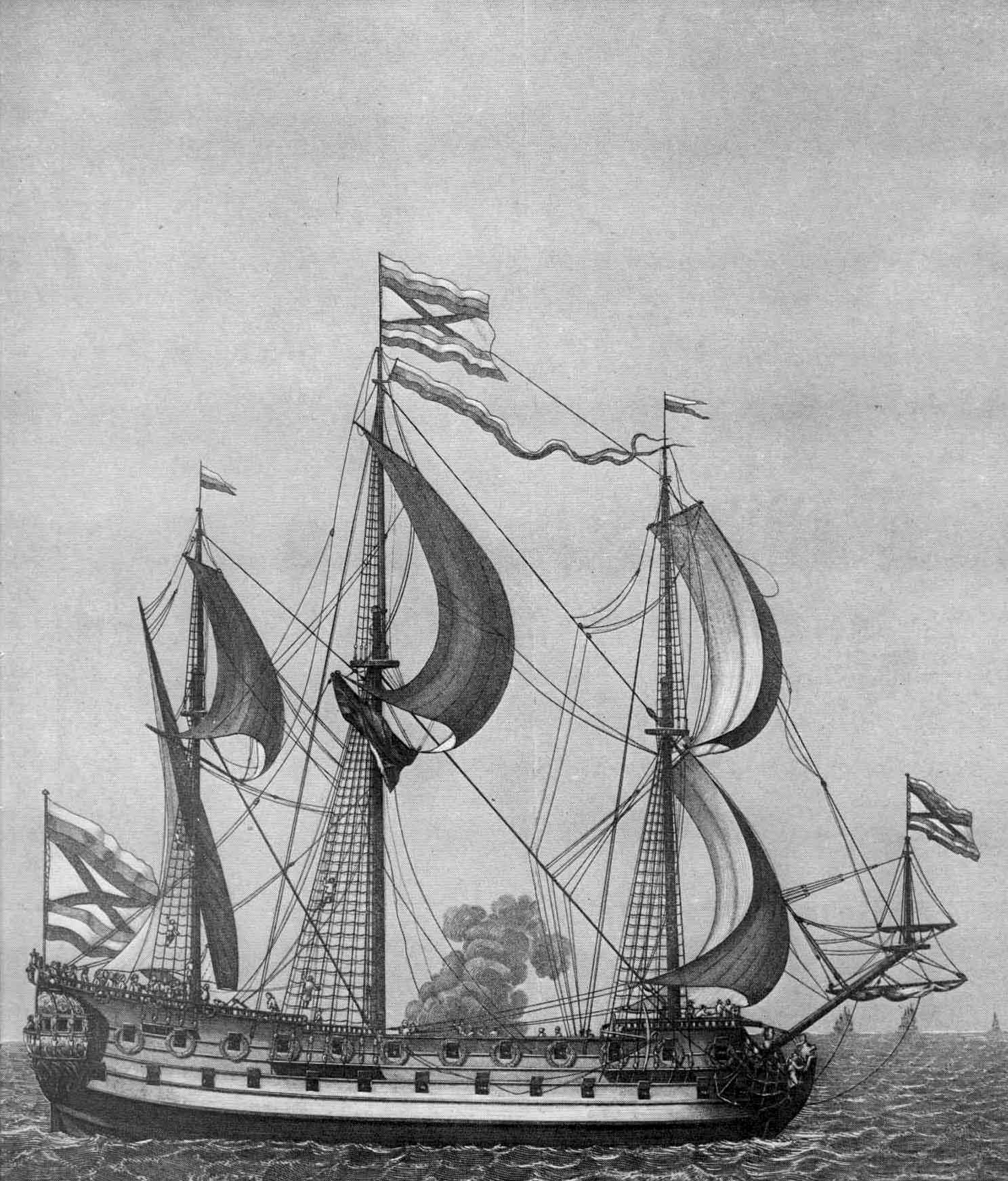
Goto Predestinatsia (Adriaan Schoonebeek, 1713)

Sogleich nach seiner Ankunft in Woronesch wurde Skljajew Peters I. 1. Assistent beim  Bau des 58-Kanonen-Linienschiffs Goto Predestinatsia. In den folgenden Jahren legte Peter I. für die Asow-Flotte nach eigenen Entwürfen drei weitere Linienschiffe auf Kiel, deren Bau Skljajew leitete. Die Qualität dieser Schiff stand der der von den besten ausländischen Meistern in Woronesch gebauten Schiffe nicht nach. Neben Linienschiffen baute Skljajew Prahme und auch Schiffskamele für die Überführung der Linienschiffe über die Untiefen der Donmündung in das Asowsche Meer. Er wurde 1704 auf die Olonezer Werft in Lodeinoje Pole, die Werften in Archangelsk und Nowaja Ladoga und die Admiralitätswerft in St. Petersburg geschickt, um Galeeren als Brigantinen neuen Typs und Schnauen für die Baltische Flotte zu bauen. 1706 projektierte er eine Schnau als schnelle Yacht ohne Artillerie-Ausrüstung, die auf der Admiralitätswerft gebaut wurde und das schnellste Schiff der Baltischen Flotte war. 1707 baute er dort eine 16-Kanonen-Schnau. Peter I. ernannte ihn zum Marine-Porutschik des Preobraschenski-Regiments und verlieh ihm einen Meisterpass als Zeugnis seiner Tätigkeit als Schiffbau-Meister.

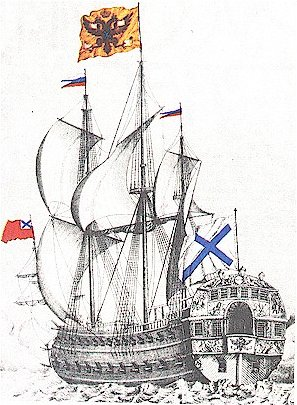
Poltawa (Pieter Picart, 1713)

Skljajew baute 1706–1712 das erste vollwertige Linienschiff Poltawa der Baltischen Flotte. Im November 1711 legte er nach eigenem Entwurf die 20-Kanonen-Schnau Prinzessa auf Kiel, die fünf Monate später von Stapel lief. Es folgten  weitere Linienschiffe, Fregatten und Prahme auf der St. Petersburger Admiralitätswerft. Dazu gehörte auch das ab 1723 von Peter I. selbst gebaute 100-Kanonen-Linienschiff Peter I. und II., das Skljajew nach Peters I. Tod mit Joseph Nye und Richard Rams fertigstellte.
Skljajew baute sich in den 1720er Jahren in St. Petersburg auf einem Grundstück neben Peters I. Winterpalast an der Newa, das er seit 1708 besaß, ein Steinhaus. Er war verheiratet und hatte eine Tochter Natalja.
Skljajew hatte in Woronesch eine Modellkammer mit Modellen der gebauten Schiffe eingerichtet, die 1712 nach St. Petersburg verlegt wurde und Grundlage des Zentralen Marinemuseums war. Er hatte als Erster die Schiffszeichnungen aufbewahrt.